# اشک‌های خورشید
اشک‌های خورشید (به انگلیسی: Tears of the Sun) یک فیلم جنگی است که یک عملیات تیم نجات نیروی دریایی ایالات متحده آمریکا را در قلب نیجریه به تصویر می‌کشد. در این فیلم، ستوان واترز (بروس ویلیس) به‌همراه تیمش موظف است که یک شهروند آمریکایی به نام دکتر لنا (مونیکا بلوچی) را نجات دهد. فیلمنامهٔ این فیلم توسط آلکس لاسکر و پاتریک سیریلو نوشته شده و توسط آنتونی فوکوآ کارگردانی شده‌است. این فیلم در تاریخ ۷ مارس ۲۰۰۳ به نمایش درآمد.
اشک‌های خورشید محصول کمپانی هالیوودیِ کلمبیا پیکچرز است. آهنگساز موسیقی این فیلم هانس زیمر است.

## داستان
ستوان «واترز» (بروس ویلیس) فرمانده تیم ویژه ای است که افرادش را به جنگل‌های نیجریه می‌برد تا دکتر «لنا کندرکس» (مونیکا بلوچی) را آزاد کند. اما آن‌ها در میابند که کندرکس تنها در صورتی همراهشان می‌آید که ۷۰ پناهنده دیگر را نیز نجات دهند.